# Caspar Ulenberg (Abt)
Caspar Ulenberg OSB (* vermutlich um 1550 in Hamburg; † 1636 in Köln) war von 1608 bis 1636 Abt des Benediktiner-Klosters St. Peter und Paul Groß Ammensleben.

## Leben

### Familie
Caspar Ulenberg entstammte einer evangelischen Handwerkerfamilie, die den Namen Geiselius führte, sich jedoch nach ihrem Herkunftsort in der Diözese Münster in Westfalen benannte. Sein Vater und der Vater des Theologen und Bibelübersetzers, Kirchenliederdichters und -komponisten gleichen Namens Caspar Ulenberg (1548–1617) waren Brüder. Beide Cousins konvertierten 1572 zum katholischen Glauben. Der Abt Caspar Ulenberg starb 1636 im Exil in Köln und wurde im dortigen Kloster Groß St. Martin beigesetzt. 

## Werdegang
Über die Jugend und Ausbildung von Caspar Ulenberg ist nichts bekannt. 1572 zum Katholizismus konvertiert, war er Pfarrer an der St.-Kunibert-Kirche in Köln, als ihn 1589 Ernst von Bayern, Kurfürst und zugleich Erzbischof von Köln, Herzog von Westfalen und Fürstbischof von Münster, dem Domkapitel zu Münster als Weihbischof vorschlug. Dieses Angebot lehnte er wie bereits zuvor in Würzburg ab.

Am 22. September 1608 wurde der Frater und Diaconus Caspar Ulenberg als jüngster der Mönche vom Konvent des Klosters Groß Ammensleben zum Abt gewählt. Unter seiner Führung prosperierten Kloster und Dorf Groß Ammensleben, bis der Dreißigjährige Krieg 1626 die Magdeburger Gegend erreichte. Bei Kaiser Ferdinand II. wurde Ulenberg denunziert, dass im Kloster Groß Ammensleben ein liederliches Leben herrsche und der Abt einen sittenlosen Lebenswandel führe, so dass der Kaiser eine Visitation anordnete. Die sieben Tage dauernde Untersuchung 1624 durch die Äbte von Marienmünster, St. Godehard und St. Michael zu Hildesheim entlastete Abt Ulenberg von allen Vorwürfen. In den konfessionellen Auseinandersetzungen der Zeit blieb das Kloster eines der wenigen katholischen im protestantischen Erzbistum Magdeburg. Seine Erlebnisse während des Dreißigjährigen Kriegs bis hin zur Zerstörung Magdeburgs am 20. Mai 1631 hielt er handschriftlich fest. Der nachfolgende Sieg des schwedischen Heers unter Gustav II. Adolf über Tilly in der Schlacht bei Breitenfeld 1631 brachte eine königlich-schwedische Regierung, die Abt Ulenberg seines Amtes enthob. Die Mönche flohen nach Wolfenbüttel und Caspar Ulenberg begab sich nach Köln, wo er 1636 »im Exil fromm« verstarb. Das ihm gewidmete Epitaph befindet sich in der Kirche St. Peter und Paul zu Groß Ammensleben an der nördlichen Seite im Chor.